# Piliocolobus temminckii
Piliocolobus temminckii är en primat i släktet röda guerezor som förekommer i västra Afrika. Populationen listades en längre tid som underart eller synonym till Piliocolobus badius och sedan början av 2000-talet godkänns den som art.

## Utseende
Arten är ungefär lika stor som andra släktmedlemmar. Den har en cirka 63 cm lång svans. En hanne vägde 6,5 kg och en hona hade en vikt av 5,2 kg. Ansiktet är nästan naket med främst svartgrå hud och några rosa fläckar. På kinderna, på armarnas framsida och på skenbenet förekommer intensiv rödaktig päls med flera orange hår. Pälsen på extremiteternas baksida och på ryggen har en mörkgrå färg. Dessutom finns på hjässan en svartgrå krona. Före könsmognaden har unga hannar en rosa knöl på mellangården.

## Utbredning
Primatens utbredningsområde sträcker sig över Gambia, Guinea, Guinea-Bissau och Senegal. Habitatet utgjordes ursprungligen av täta skogar men på grund av skogsavverkningar har arten anpassad sig till öppna skogar, galleriskogar, mangrove, trädgrupper i savanner samt odlingsmark.

## Ekologi
Piliocolobus temminckii är aktiv på dagen. Den klättrar i träd och den går på marken. Flera vuxna honor och hannar samt deras ungar bildar en flock som oftast har 20 till 30 medlemmar. Enstaka flockar bildades av upp till 62 exemplar. För varje kön etableras en hierarki.
Arten äter främst frukter och unga blad samt frön, blommor, unga växtskott, bark och jordnötter. Den sväljer ibland jord.
Honor fortplantar sig allmänt med 29 månader mellanrum. Det är oftast alfahannen som parar sig med flockens honor. Dräktigheten varar beroende på studie 155 till 174 dagar. Ungen diar sin mor cirka två år och den blir efter ungefär tre år könsmogen. Äldre ungdjur av båda kön söker anslut till en annan flock. Medellivslängden är 30 år.
I flera fall håller sig primaten nära andra djur som buskbock, husarapa och Chlorocebus sabaeus. Troligen varnar de varandra för fiender.

## Status
Arten hotas främst av skogsavverkningar i samband med etablering av odlingsmark och skogsbruk. Några exemplar dödas när de hämtar sin föda från odlade fruktträd eller för köttets skull. Pågående inbördeskrigen i delar av utbredningsområdet kan påverka beståndet. IUCN uppskattar att hela populationen minskade med 50 procent under de gångna 30 åren (räknad från 2016) och listar Piliocolobus temminckii som starkt hotad (EN). I regionens finns olika nationalparker.